# SME (azienda)
La SME, acronimo di Società Meridionale di Elettricità, è stata, in origine, una società italiana produttrice di energia elettrica attiva in Campania e nel resto del Meridione. Negli anni trenta passò all'IRI e dagli anni sessanta effettuò acquisizioni nel settore agricolo e alimentare, diventando il più grande gruppo alimentare italiano. Negli anni novanta il gruppo fu smembrato.

## Storia

### Origini
Nacque il 20 marzo 1899 ad opera della Compagnia Napoletana di Illuminazione e Gas, della Comit e della Società Franco Suisse di Ginevra.
La SME stabilì un monopolo sull'energia elettrica del Mezzogiorno continentale, dal momento che controllava la Società per le Forze Idrauliche dell'Abruzzo, la Società Elettrica della Campania, la Società Elettrica del Sannio, la Società Molisana per Imprese Elettriche, la Società per applicazioni di energia elettrica nelle province di Napoli e Salerno, la Società Generale Pugliese di Elettricità, la Società Lucana per Imprese Idroelettriche, la Società Elettrica delle Calabrie, la Società Forze Idroelettriche Meridionali, la Società Forze Idrauliche della Sila.
Del gruppo SME facevano parte anche le due compagnie napoletane del gas: la Societa Generale d'Illuminazione e la Compagnia Napoletana d'Illuminazione. Nel 1924 la compagnia elettrica fu quotata alla Borsa di Milano.
Nel 1937 fu tra le aziende che passarono dalle banche al neo costituito IRI, incorporando due anni dopo la società Unione Esercizi Elettrici (UNES), costituita a Roma l'11 febbraio 1905 che esercì fra l'altro la tranvia di Perugia e quella di Sulmona; fu poi inquadrata nella caposettore Finelettrica (1962).

### Il settore alimentare
Successivamente, dopo la nazionalizzazione del settore dell'energia elettrica effettuata dal Governo Fanfani IV nel 1962, impiegò le risorse derivate dagli indennizzi ricevuti dallo Stato investendo nel settore agricolo ed alimentare. Il 30 maggio 1963 diventa Società Meridionale Finanziaria. Le prime aziende acquisite furono la Romana Supermarkets (poi ridenominata Società Generale Supermercati) da Marco Brunelli e Guido Caprotti nel 1961, la Cirio dalla famiglia Signorini nel 1970 e la Surgela. Seguirono poi:
- l'acquisizione delle aziende dolciarie Motta, avvenuta nel 1968, e Alemagna, avvenuta nel 1970. Entrambe le società furono fuse nel 1975 per formare la Unidal (poi ridenominata Sidalm);
- l'acquisizione nel 1974 dell'Alimont (poi Alivar) dalla Montedison, un gruppo eterogeneo di aziende che erano state acquisite negli anni precedenti dalla Edison e dalla SADE per investire gli indennizzi per la nazionalizzazione dell'industria elettrica;
- l'entrata nel capitale della Star.

Negli anni settanta la SME era il più grande gruppo alimentare italiano. Questa crescita disordinata della SME appariva poco giustificabile con le finalità di sviluppo che aveva avuto l'IRI negli anni del miracolo economico italiano e provocò polemiche che prendevano di mira i «panettoni di Stato» di Motta-Alemagna come simbolo di uno “Stato-imprenditore” che si era allargato a settori economici ben poco strategici.
In realtà, a partire dai primi anni ottanta la SME fu una delle caposettore dell'IRI a riportare i migliori risultati  economici: in particolare Italgel ed Autogrill portavano buoni dividendi, mentre la GS era un importante presidio nella grande distribuzione, allora agli inizi del suo sviluppo; nonostante i non positivi risultati della Sidalm, SME riportò sempre bilanci in attivo ed era quindi uno dei pezzi dell'IRI più ambiti dagli industriali privati. In effetti, l'IRI tentò di privatizzare la SME negli anni ottanta, inserendo il gruppo alimentare dentro un piano di dismissioni fatte per potersi concentrare in settori definiti più strategici rispetto al ramo alimentare.
In un primo momento nel 1985 venne decisa dal consiglio di amministrazione la cessione dell'intero gruppo SME all'imprenditore Carlo De Benedetti, all'epoca proprietario di Buitoni e Perugina, ma a seguito però di pesanti ostacoli da parte del Governo, arrivarono nuove offerte di diversi compratori; tra queste vi fu quella della "IAR-Industrie Alimentari Riunite", società neocostituita dal Gruppo Fininvest di Silvio Berlusconi, apparentemente interessato al settore distributivo di SME (ossia i supermercati GS) e dai gruppi alimentari Barilla e Ferrero, il cui reale intento sembrò più che altro un tentativo di evitare la creazione di un supergruppo alimentare italiano "SME-BUITONI" che le avrebbe sicuramente schiacciate.
Dopo varie discussioni e liti giudiziarie, la cessione di SME al Gruppo Buitoni di De Benedetti venne annullata e la privatizzazione in quegli anni non venne perciò attuata, poiché nuovi indirizzi di governo indicarono come ancora strategico il mantenimento da parte di IRI del settore alimentare. In quell'anno - il 1985 - il valore della SME era stimato in 497,15 miliardi di lire.

### La privatizzazione
Una prima, seppur parziale, privatizzazione del gruppo SME fu attuata nel 1990, quando venne effettuata una marcata dismissione nel settore dolciario, con lo scioglimento di Alivar (la capogruppo dolciaria di SME), e la conseguente cessione di una quota del marchio Pavesi e del marchio Crackers Motta al gruppo Barilla attraverso la costituzione della società Pavesi s.p.a., joint venture in cui SME deteneva il 51% del capitale e Barilla il restante 49%; inoltre vi fu la costituzione della società Nuova Forneria s.p.a., altra joint venture a cui furono conferite tutte le attività dei prodotti da forno a consumo continuativo (le Merendine Motta) e i cui soci erano SME con il 51%  del capitale insieme a Barilla Dolciaria e Ferrero, società che detenevano ciascuna il 24,5% della quota di capitale rimanente. Altra minore privatizzazione avvenne nel 1992 con la cessione del marchio di patatine Pai al gruppo Unichips-San Carlo.
Nel 1993 venne attuata la pressoché totale privatizzazione del Gruppo SME, ma non in blocco come prospettato nel 1985, bensì mediante la cessione separata di varie parti dell'azienda:
- Italgel S.p.A. (surgelati a marchio Surgela e La Valle degli Orti, Gelati Motta) e Gruppo Dolciario Italiano S.p.A. (cioccolata, panettoni, pandoro Motta e Alemagna) furono ceduti a Nestlé;
- Il gruppo Cirio Bertolli De Rica (oli, latte e conserve) fu venduto alla Fisvi di Carlo Saverio Lamiranda, il quale rivendette dopo breve tempo il marchio Bertolli a Unilever; in seguito il marchio Cirio passò sotto il controllo di Sergio Cragnotti.
- La parte restante della SME, ovvero Autogrill (ristorazione) e GS (distribuzione), vennero vendute alla famiglia Benetton e Leonardo Del Vecchio. Tuttavia, in base ad accordi parasociali favorevoli alla Benetton, GS ed Autogrill alla fine passarono a questo gruppo.